# Aplec du Caragol de Lérida

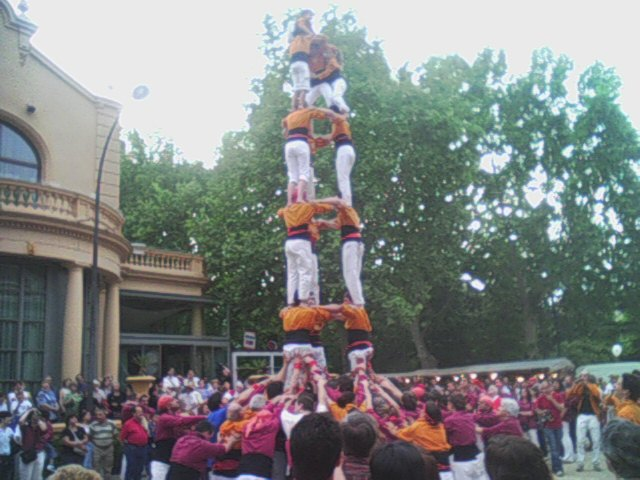
Aplec du Caragol

L'aplec du Caragol est une rencontre qui se fait annuellement, pendant un weekend du mois de mai, sur les rives du Sègre et le parc des Camps Elisis de Lleida (Catalogne, Espagne) depuis 1980. C'est un évènement gastronomique où les escargots (caragols) sont les protagonistes principaux et qui inclut aussi de la musique, des fanfares et une parade à travers les rues de la ville. En 2010, 200 000 visiteurs y ont assisté et environ douze tonnes d'escargots ont été consommées.

## Histoire
En 1980, avec près de douze associations est né un aplec qui proposait déjà une parade à travers les rues de la ville de Lleida. Quelque 300 membres de ces associations ont participé à la toute première fête de l'Aplec et près de 4 000 visiteurs ont assisté au premier évènement gastronomique de Lleida.
Le collectif de l' Ordre del Cargol était l'acteur majeur de cet aplec. Il a réuni un groupe de 18 associations pour passer la journée au bord de la rivière Sègre. Ils ont donc demandé la collaboration et l'autorisation de la Mairie de Lleida pour faire un Aplec au « xoperal » de la rivière au quartier Cappont. Le 1er avril 1981, l'Ordre del Caragol envoyait la première circulaire aux groupes en les informant des principales résolutions adoptées lors de la dernière réunion des représentants des gangs et l'enregistrement de 34 gangs et 2300 participants pour la prochaine rencontre du Caragol.
En 1981 est aussi né l'Aplequet ou Aplec d'Automne qui a réuni le premier week-end d'octobre jusqu'à 60 gangs avec 3000 participants comme un hommage aux origines de l'Aplec quand c'était une célébration d'un seul jour.
À la célébration du 4e Aplec del Caragol, un disque des chansons populaires de Lleida a été gravé, parmi lesquelles fut incluse une dédicace à l'escargot. En 1986, l'Aplec del Caragol a été inclus dans le programme du Festival de Lleida. Une semaine avant la célébration de l'Aplec, le 8 mai 1988, Lleida est entré dans le Livre des records Guinness pour avoir atteint un record mondial : la réalisation des boîtes en conserve d'escargots les plus grands du monde. L'Aplec del Caragol de 1990 a présenté comme nouveauté l'édition du disque de l'Aplec del Caragol avec neuf chansons populaires de Lleida avec paroles et musique des frères Àngel et Joan Martínez et avec la collaboration de Manuel Peralta, Eduardo Quijada et la Fédération des gangs de l'Aplec.
En 1994, la première assemblée démocratique de l'Aplec a été constituée. L'Aplec de 1997 a été réalisé par la célébration de la première Semaine Culturelle et la célébration du premier Caragol Rock, avec la participation de Terrovision, Los Sencillos et Cafe Soul.